# Еллен Естес
Еллен Естес (англ. Ellen Estes, 13 жовтня 1978) — американська ватерполістка.
Призерка Олімпійських Ігор 2000, 2004 років.
Чемпіонка світу з водних видів спорту 2003 року.